# 中华人民共和国国家机构
- 關於中华人民共和国国家对外缔结条约时使用的名义之一（中华人民共和国法律规定“政府”仅包括国家行政机关），請見「中华人民共和国政府」。
- 關於中华人民共和国的国家政治发展概况，請見「中华人民共和国政治」。

中华人民共和国国家机构由全国人民代表大会、国家主席、国务院、中央军事委员会、地方各级人民代表大会和地方各级人民政府、民族自治地方的自治机关、监察委员会、人民法院和人民检察院组成。中华人民共和国一切国家机关和武装力量均接受中国共产党领导。
全國人民代表大會為憲法規定的最高国家權力機關，設有常務委員會；主要行使立法權，並選出國家代表（國家主席）、行政机关（國務院）、軍事機關（中央军事委员会）、监察机关（国家监察委员会）、审判机关（最高人民法院）、檢察機關（最高人民檢察院）等机构。中華人民共和國主席為禮儀性和象徵性虛位國家元首，與全國人民代表大會常務委員會聯合行使國家元首職權，但不領導其它國家機關。現任國家主席為習近平，因同時擔任中共中央总书记和中央軍委主席而為最高領導人。现任中华人民共和国政府首腦为國務院總理李強，国务院总理主持国务院（中央人民政府）的全面工作，向全国人大及其常委会负责。
中华人民共和国政治結構採分權制，依照憲法分別在各省级行政区（省、自治区、直轄市）、地级行政区（地级市、自治州）、縣级行政区（县、县级市、市轄區、旗）、鄉级行政区（乡、民族鄉、鎮）設立人民代表大會，产生本级人民代表大会常务委员会、人民政府、监察委员会、人民法院、人民检察院，各級人民代表大會由民主選舉產生，並對人民負責、受人民監督。選舉採分階段進行，在鄉鎮級、區縣級舉辦直接選舉。当选的鄉鎮級、區縣級人民代表大會再选出更高級別的人民代表大會，並由這些代表選出全國人大代表。在实践中，中央政府能够通过官員任命有效控制地方政府，但地方政府也具有相当程度的自主性。根据英国广播公司的报道，民意调查显示，2003至2009年間約有80%至95%的公民對於中央政府的表現感到滿意。

## 历史
1921年7月23日，中国共产党第一次全国代表大会在上海举行。宣告了中国共产党的正式成立。1927年8月7日，在共产国际的帮助下，中共中央在湖北汉口召開八七会议，总结了同年四一二事件以来的革命失败经验，确立了实行土地革命和武装起义方针，反对政治上的右倾机会主义；并逐步开辟根据地，称为“苏区”，开始了中国共产党最初的执政经验。
1949年中国共产党取得第二次国共内战胜利前，各地解放区已建立起相应的地方政府体系。9月27日，中国人民政治协商会议第一次全体会议通过《中央人民政府组织法》。9月30日，选举产生中华人民共和国中央人民政府委员会，并选出中央人民政府主席、副主席和委员。10月1日，中央人民政府委员会第一次会议宣布中央人民政府成立。根据《中央人民政府组织法》，中华人民共和国中央人民政府由中央人民政府委员会及政务院、最高人民法院、最高人民检察署、人民革命军事委员会等机构组成（后增设国家计划委员会），各机构名均冠以“中央人民政府”。建国初期，全国被分为六个大行政区，分别由华北、东北人民政府，西南、中南、华东、西北军政委员会管辖，同级设立了中共中央大行政区局和解放军大军区，以加强对各省、自治区和直辖市的领导。
1954年宪法规定：“地方各级人民委员会即地方各级人民政府。”1954年9月，中华人民共和国第一届全国人民代表大会第一次会议通过《中华人民共和国宪法》，中央人民政府结束，其法定职权分由全国人大、国家主席、国务院、国防委员会、最高人民法院、最高人民检察院承担。就地方而言，各地在建国后逐步脱离军事管制状态，撤销军事管制委员会，设立地方人民政府作为其行政机关，各地方设立人民法院、人民政府人民检察署作为审判和检察机关。行宪后，人民政府又改为人民委员会继续作为行政机关。而地方各级人民代表大会则成为国家权力机关，地方人民法院和人民检察院则分别为审判和检察机关。
文化大革命开始后，随着刘少奇被打倒，国家主席长期缺位，地方的革命委员会取代地方党委和人民政府作为集党、政、军一体的地方国家机关，人民法院和人民检察院都被解放军军管，工作受阻。这一政府组织形式在稍后的七五宪法中确立下来，1975年宪法规定，“地方各级革命委员会是地方各级人民代表大会的常设机关，同时又是地方各级人民政府。”作为检察机关的人民检察院被撤销，改由公安机关行使检察权；国家主席和副主席被废除，相关权力改由中国共产党中央委员会主席和全国人民代表大会常务委员会执行。
1978年宪法恢复了人民检察院建制，并规定“地方各级革命委员会，即地方各级人民政府，是地方各级人民代表大会的执行机关，是地方各级国家行政机关。人民公社的人民代表大会和革命委员会是基层政权组织，又是集体经济的领导机构。”
现行的1982年宪法则规定，“地方各级人民政府是地方各级国家权力机关的执行机关，是地方各级国家行政机关。”现行《宪法》第九十五条还载明，“省、直辖市、县、市、市辖区、乡、民族乡、镇设立人民代表大会和人民政府。”八二宪法恢复设立国家主席和副主席职务。
现行宪法另行设置了地方民族区域自治机关，《宪法》第一百一十二条规定：“民族自治地方的自治机关是自治区、自治州、自治县的人民代表大会和人民政府。”1997年香港回归和1999年澳门回归后，分别设置了香港特别行政区和澳门特别行政区，享受一国两制、高度自治，政府行政受特别行政区基本法规范。

## 中央国家机构

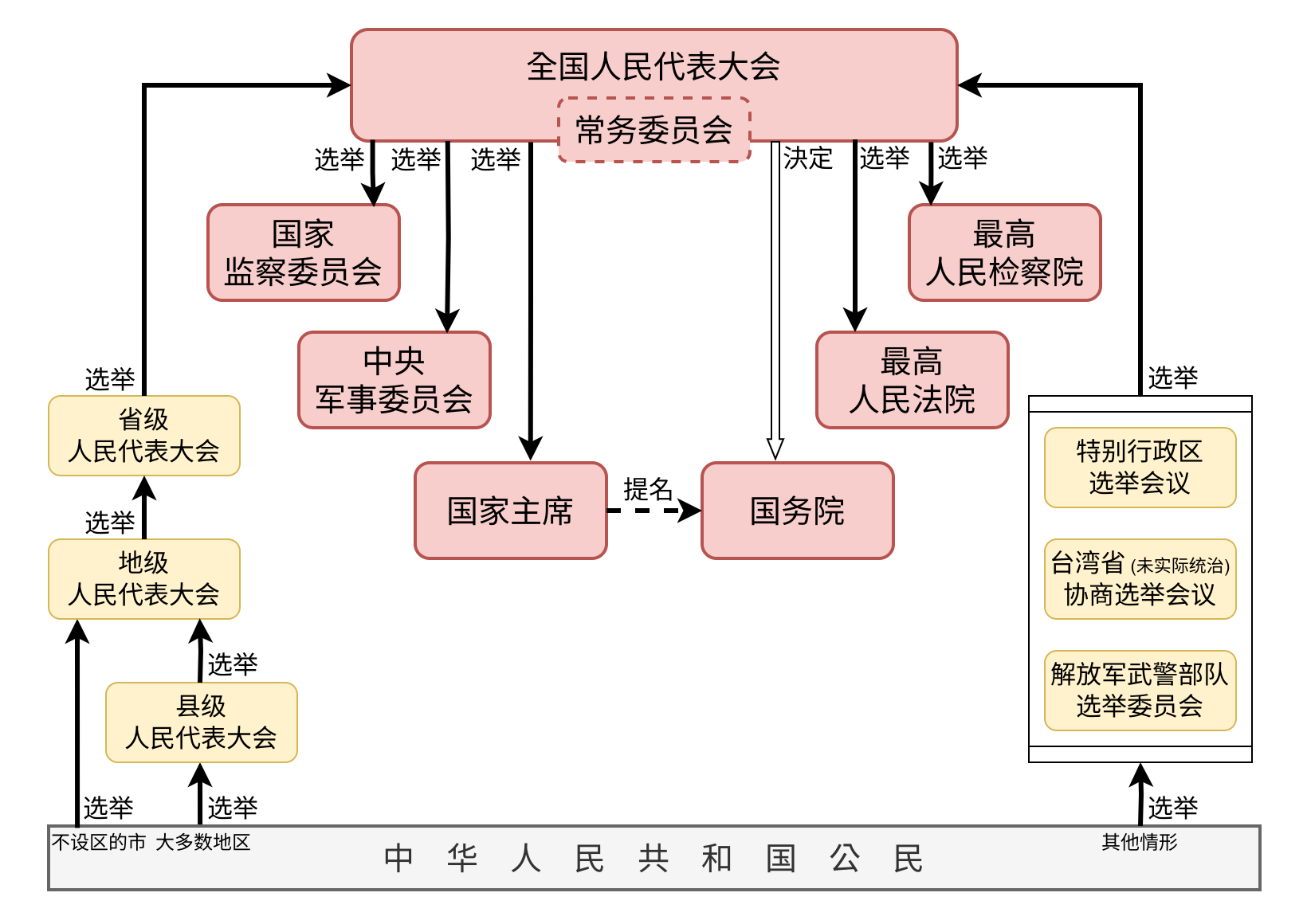
1982年《中华人民共和国宪法》下的中央国家机构架构

中华人民共和国的政体是人民代表大会制度。中华人民共和国宪法规定，中华人民共和国的一切权力属于人民，人民行使国家权力的机关是全国人民代表大会和地方各级人民代表大会。全国人民代表大会和地方各级人民代表大会都由民主选举产生，对人民负责，受人民监督。
与现今国际社会主要采用的三权分立制度不同，中华人民共和国采用议行合一制度。全国人大及其常委会是国家权力机关，国务院是其执行机关。

### 全国人民代表大会
全国人民代表大会是最高国家权力机关。依據現行憲法第六十二条、第六十三条，全國人民代表大會擁有中華人民共和國內最高立法權、最高決定權、最高任免權和最高監督權，并有议决宪法和基本法律案、预算案、条约案，决定进入紧急状态、战争状态，宣布特赦、全国总动员及国家其他重要事项的职权。
全国人民代表大会常务委员会是全國人民代表大會的常設機構。全國人大常委會的組成人員有委員長，副委員長若干人；秘書長，委員若干人。全国人大常委会对全國人民代表大會負責並報告工作。全国人大常委会有权对国务院各部部长、各委员会主任、中国人民银行行长、审计署审计长及中央军事委员会委员、最高人民法院副院长、最高人民检察院副检察长之人事任命行使同意权，并有议决一般法律案、法律解释案，审查预算案、特赦案、条约案，于全国人大闭会时决定进入紧急状态、战争状态，宣布特赦、全国总动员及国家其他重要事项的职权。在大部分时间内行使中华人民共和国国会职权。

### 國家主席
中华人民共和国主席在1954年至1975年间及1982年至今设置，是由全国人民代表大会全体会议选举产生的“礼仪性”和“象征性”的虚位元首，本身不领导其它国家机关，不掌握实际权力。国家主席是国家机构之一，处于最高国家权力机关全国人民代表大会的从属地位，意義上是国家的最高代表，与全国人大常委会联合行使中国国家元首的职权，执行全国人大及其常委会的决定、从事国事活动和负责外交礼节，但不负责包括行政和军事等具体工作。如果国家主席出现丧失工作能力、死亡或遭罢免的情况下，国家主席的职责由国家副主席代理。如果情況嚴重到国家主席和副主席都無法履行职权时，得由全国人大常委会委员长行使其职权，直至选出新任主席，或者現任主席能夠重回崗位。八二憲法規定國家主席可以連任一次，2018年修憲後取消連任限制。

### 国务院
《中华人民共和国宪法》规定，中华人民共和国国务院是中华人民共和国最高国家权力机关的执行机关，是最高国家行政机关。国务院实行总理负责制。国务院总理由国家主席提名，并经全国人大任命，是最高国家行政首长。总理全面领导国务院工作，代表国务院对全国人大及其常委会负责。副总理、国务委员协助总理工作，并与国务院秘书长、各部部长、各委员会主任、中国人民银行行长、审计署审计长一起对总理负责。国务院工作中的重大问题，总理具有最后决策权。
国务院总理通过国务院常务会议和国务院全体会议行使行政职能。国家基本计划和政府一般政策，不论是对外政策、国际条约、法律和国务院令，重要财政事项，还是荣誉称号、人民警察警衔和海关关衔的授予，特别行政区行政长官的任命等重要事项都由国务院及其总理进行。目前，国务院下设國務院辦公廳和26個組成部門（包括各部、各委員會、中國人民銀行和審計署），1個國務院直屬特設機構（国务院国资委）、14個直屬機構，1個辦事機構和若干國務院議事協調機構。

### 中央军事委员会
《中国共产党章程》和《中华人民共和国宪法》规定，中国共产党和中华人民共和国中央军事委员会领导全国武装力量，中央军委主席是中华人民共和国武装力量的最高统率者。
1983年，“中华人民共和国中央军事委员会”成立后，“中共中央军事委员会”和“国家中央军事委员会”的组成人员基本相同，实际上是“一个机构两块牌子”。中共中央军事委员会由中国共产党中央委员会产生或罢免。国家中央军事委员会由全国人民代表大会产生或罢免，对全国人民代表大会和全国人民代表大会常务委员会负责。
目前，中央军事委员会下设中央军委辦公廳和6个部、3个委員會、3个办公室、审计署和机关事务管理总局。

### 国家监察委员会
国家监察委员会为最高国家监察机关，依法独立行使监察权，与中国共产党中央纪律检查委员会合署办公。

### 最高人民法院
最高人民法院为最高国家审判机关，掌理解释权、审判权、死刑复核权，处理抗诉、申诉案件。最高人民法院置院长、副院长，组成15人的审判委员会，由全国人大产生，对全国人大及其常委会负责。最高人民法院下辖12个审判庭，派出6个巡回法庭。

### 最高人民检察院
最高人民检察院为最高法律监督机关，掌理检察权、公诉权、死刑执行监督权。最高人民检察院置检察长、副检察长，组成检察委员会，由全国人大产生，对全国人大及其常委会负责。最高人民检察院下辖10个检察厅。

## 地方各级国家机构
依照《中华人民共和国宪法》，各省（自治区、直辖市）、设区的市（自治州）、县（市辖区、不设区的市、自治县）、乡（民族乡、镇）設立人民代表大會，由各级人民代表大会产生本级人民政府、监察委员会、人民法院、人民检察院。各級人民代表大會由民主選舉產生，並對人民負責、受人民監督。選舉採分階段進行，在鄉級、縣級行政区舉辦直接選舉。当选的縣級人民代表大會代表再选出更高級別的人民代表大會代表，並由這些代表選出全國人大代表。
| 行政区类型 | 权力机关                    | 行政机关           | 监察机关              | 审判机关     | 检察机关                      |
| --- | --------------------------- | ------------------ | --------------------- | ------------ | ----------------------------- |
| —省级行政区— |                             |                    |                       |              |                               |
| 省 | 人民代表大会 及其常务委员会 | 人民政府           | 监察委员会            | 高级人民法院 | 人民检察院                    |
| 自治区 | 人民代表大会 及其常务委员会 | 人民政府           | 监察委员会            | 高级人民法院 | 人民检察院                    |
| 直辖市 | 人民代表大会 及其常务委员会 | 人民政府           | 监察委员会            | 高级人民法院 | 人民检察院                    |
| 特别行政区 | 立法会                      | 政府               | 廉政公署              | 終審法院     | 律政司（香港） 检察院（澳門） |
| —地级行政区— |                             |                    |                       |              |                               |
| 地级市 | 人民代表大会 及其常务委员会 | 人民政府           | 监察委员会            | 中级人民法院 | 人民检察院                    |
| 自治州 | 人民代表大会 及其常务委员会 | 人民政府           | 监察委员会            | 中级人民法院 | 人民检察院                    |
| 地区（盟） | 省级人大常委会的工作委员会§ | 行政公署★          | 监察委员会※           | 中级人民法院 | 省级人民检察院的分院※         |
| —县级行政区— |                             |                    |                       |              |                               |
| 县（旗） | 人民代表大会 及其常务委员会 | 人民政府           | 监察委员会            | 人民法院     | 人民检察院                    |
| 自治县（自治旗）                                                                                                   | 人民代表大会 及其常务委员会 | 人民政府           | 监察委员会            | 人民法院     | 人民检察院                    |
| 县级市 | 人民代表大会 及其常务委员会 | 人民政府           | 监察委员会            | 人民法院     | 人民检察院                    |
| 市辖区 特区 | 人民代表大会 及其常务委员会 | 人民政府           | 监察委员会            | 人民法院     | 人民检察院                    |
| 林区 | 法律法规未明确规定          | 法律法规未明确规定 | 法律法规未明确规定    | 人民法院     | 人民检察院※                   |
| —乡级行政区— |                             |                    |                       |              |                               |
| 乡（苏木） | 人民代表大会 及其主席团     | 人民政府           | 派出监察机构（专员）※ | 人民法庭※    | 检察室※                       |
| 民族乡（民族苏木）                                                                                                 | 人民代表大会 及其主席团     | 人民政府           | 派出监察机构（专员）※ | 人民法庭※    | 检察室※                       |
| 镇 | 人民代表大会 及其主席团     | 人民政府           | 派出监察机构（专员）※ | 人民法庭※    | 检察室※                       |
| 街道 | 县级人大常委会的工作委员会§ | 街道办事处★        | 派出监察机构（专员）※ | 人民法庭※    | 检察室※                       |
| 县辖区 | 县级人大常委会的工作委员会§ | 区公所★            | 派出监察机构（专员）※ | 人民法庭※    | 人民检察院※                   |
| 图例： §：上级人大常委会的工作机构； ★：上级人民政府的派出机关； ※：上级监察委员会、人民法院、人民检察院的派出机构 |                             |                    |                       |              |                               |

1. 1 2  根据《中华人民共和国人民法院组织法》《中华人民共和国人民检察院组织法》，在直辖市内可以设立若干跨行政区的中级人民法院，在省、自治区内可以按地区设立中级人民法院[20]；省、自治区、直辖市人民检察院可以设置分院，作为设区的市级人民检察院[21]。
2. ↑  省、自治区、直辖市人民检察院均属省级人民检察院。
3. ↑  特别行政区的立法会仅为該特别行政区的立法机关，并非国家权力机关。
4. 1 2  设区的市、自治州人民检察院及省、自治区人民检察院分院均属设区的市级人民检察院。
5. ↑  省级人民代表大会常务委员会××地区工作委员会（简称“地区人大工委”）属省级人大常委会的工作机构。《地方组织法》第五十九条规定，“省、自治区的人民代表大会常务委员会可以在地区设立工作机构[22]。”
6. ↑  《中华人民共和国监察法释义》指出，“一般来说，地区、盟等地方的监察机构，可以采取派出监察机构的形式[23]”。
7. 1 2  县级行政区人民法院属基层人民法院。县级行政区人民检察院属基层人民检察院。
8. ↑  《宪法》规定，“省、自治区分为自治州、县、自治县、市……较大的市分为区、县[16]”。《地方组织法》第七条、第四十六条、第六十一条[22]及《中华人民共和国监察法》第七条[24]对县、自治县、市、市辖区设置人民代表大会、人民代表大会常务委员会、人民政府、监察委员会作出明确规定。但均未从法律层面授权省辖林区设置人民代表大会、人民代表大会常务委员会、人民政府、监察委员会。另一方面，《人民法院组织法》第十二条规定，“人民法院分为：（一）最高人民法院；（二）地方各级人民法院；（三）专门人民法院[20]。”林区人民法院属于专门人民法院的一种。目前，省辖林区仅1个，即湖北省神农架林区。神农架林区现设有林区人民代表大会、人民代表大会常务委员会、人民政府、监察委员会、人民法院、人民检察院。
9. ↑  1979年《人民检察院组织法》明确规定，“省一级人民检察院……根据工作需要，提请本级人民代表大会常务委员会批准，可以在工矿区、农垦区、林区等区域设置人民检察院，作为派出机构[21]。”
10. ↑  《中华人民共和国监察法》第七条规定，“省、自治区、直辖市、自治州、县、自治县、市、市辖区设立监察委员会”；第十二条规定，“各级监察委员会可以向……辖区内特定区域……派驻或者派出监察机构、监察专员[24]。”因此，乡级行政区依法不设置监察委员会。各地监察委员会可以向乡镇一级派驻监察机构，机构设置依地区差异而有所不同，有监察组、监察专员办公室、监察办公室、监察室等[25]。县级行政区监察委员会派驻乡镇监察机构一般与乡级行政区纪委合署办公。
11. ↑  《中华人民共和国人民法院组织法》第二十六条规定，“基层人民法院根据地区、人口和案件情况，可以设立若干人民法庭。人民法庭是基层人民法院的组成部分。人民法庭的判决和裁定即基层人民法院的判决和裁定[20]。”
12. ↑  乡（镇、街道）检察室属基层人民检察院的派出机构。《中华人民共和国人民检察院组织法》第十七条规定，“人民检察院根据检察工作需要，可以在监狱、看守所等场所设立检察室，行使派出它的人民检察院的部分职权，也可以对上述场所进行巡回检察[26]。”最高人民检察院《人民检察院乡（镇）检察室工作条例》（高检发〔1993〕19号）规定，县（市）、市辖区人民检察院可以设置乡（镇）检察室，作为派驻乡（镇）的工作机构[27][28]。
13. ↑  县级人民代表大会常务委员会××街道工作委员会（简称“街道人大工委”）属县级人大常委会的工作机构。《地方组织法》第五十九条规定，“市辖区、不设区的市的人民代表大会常务委员会可以在街道设立工作机构。县、自治县的人民代表大会常务委员会可以比照前款规定，在街道设立工作机构[22]。”《地方组织法》虽未明确指出县辖区可以设置人大常委会的工作机构（不同于地区、街道[22]）。但该法第五十九条容许地方各级人大常委会根据工作需要，设立法制工作委员会等其他工作机构[22]。
14. ↑  县辖区人民检察院属基层人民检察院的派出机构。1979年《人民检察院组织法》明确规定，“县一级人民检察院，根据工作需要，提请本级人民代表大会常务委员会批准，可以在工矿区、农垦区、林区等区域设置人民检察院，作为派出机构[21]”。中华人民共和国现有县辖区2个，其中涿鹿县人民检察院在该县南山区设置“涿鹿县南山区人民检察院”[29]。

## 行政區劃
中華人民共和國行政區劃以省、地、縣、鄉四級架構為主，截止2022年12月31日，全國共有34個省級行政區、333个地級行政區、2843个縣級行政區和38602个鄉級行政區。其中，省級行政區包括23個省份、5個民族自治區、4個直轄市以及2個特別行政區。中華人民共和國政府將全國劃分為東北、華北、華東、中南、西南、西北6個地區，並將4個直轄市和廣州列為國家中心城市；將瀋陽、南京、武漢、深圳、成都和西安列為區域中心城市。
| 省份（23個） 自治區（5個） 直轄市（4個） 特別行政區（2個） | 實際控制，但存在領土爭端的地區 宣稱主權，並未實際控制的地區 |

| - 1）河北省（冀，石家莊市） - 2）山西省（晉，太原市） - 3）遼寧省（遼，瀋陽市） - 4）吉林省（吉，長春市） - 5）黑龍江省（黑，哈爾濱市） - 6）江蘇省（蘇，南京市） - 7）浙江省（浙，杭州市） - 8）安徽省（皖，合肥市） - 9）福建省（閩，福州市） - 10）江西省（贛，南昌市） - 11）山東省（魯，濟南市） - 12）河南省（豫，鄭州市） - 13）湖北省（鄂，武漢市） - 14）湖南省（湘，長沙市） - 15）廣東省（粵，廣州市） - 16）海南省（瓊，海口市） - 17）四川省（川/蜀，成都市） - 18）貴州省（貴/黔，貴陽市） - 19）雲南省（雲/滇，昆明市） - 20）陝西省（陝/秦，西安市） - 21）甘肅省（甘/隴，蘭州市） - 22）青海省（青，西寧市） - 23）台灣省（台，臺北市）（法理上） |

## 评论

### 正面观点
在中华人民共和国政府的治理下，中国大陆经过改革开放之后的三十年经济高速发展（世界最長持續年均增長率近10%的國家），成为世界第二大經濟體、世界第一大工業國、世界第一大農業國（2013年净进口粮食7000万吨）和世界第二大服務業國（2013年数据），而且利用政策避免了許多新興國家的發展隱患。调查显示，目前中国公众对中央政府的满意度很高。
在外交上，1949年後的中國大陸變得更為獨立自主，雖然在長達20多年的時間裡遭受到美國及蘇聯兩大國的封鎖，卻依然被視為冷戰中少數幾個獨立於兩陣營外的國家中最重要的一個；隨著經濟實力的發展中國大陸也日漸成為全球受矚目的大國之一，區域與全球影響力不斷上升。軍事上中國大陸也取得長足發展，國防安全不再是重大威脅。
1949年以前中國大陸的文盲率高達80%，至今下降至約3.58%。在中華人民共和國成立之前，中國大陸人民的平均壽命僅為35歲，至今達到73歲，比較第三世界國家平均為高約10歲，部分沿海都市人均壽命更接近發達國家水平。中國大陸的城鄉醫療保健系統主要集中在疾病的預防上。中國大陸於1950年代末基本消滅血吸蟲病，但是近年又有死灰復燃趨勢。於1994年基本杜絕絲蟲病，於1995年杜絕脊髓灰質炎。中國政府正在計劃在短期內根治麻風病，在來年杜絕碘缺乏症。雖然人口的壽命得到了很大的提高，但是由於1970年代以來實行的計劃生育政策，中國大陸的人口增長率正在穩步下降。因此，中國大陸很大程度的解決了人口過剩和營養不良的問題。
2020年7月8日，美国哈佛大学肯尼迪政府学院阿什民主治理与创新中心发布报告《理解中共韧性：中国民意长期调查》显示，在受到调查的超过3.1万城乡居民中，对中央政府表示满意的居民占86.1%，不满意的占4.3%；对地方政府表示满意的居民占70%，不满意的占26%。爱德曼公关历年调查显示，中华人民共和国政府曾三次居“全球信任度调查报告”最高信任度。

### 负面观点
部分中华人民共和国地方政府官员与民众之间的矛盾被认为是群体性事件产生的原因。2013年11月12日，中国高票当选联合国人权理事会成员，任期自2014年至2016年。中国常驻联合国副代表王民在选举结束后表示，中国政府高度重视促进和保护人权并取得了显著成绩，同时积极开展人权领域国际合作。
部分媒体和非政府组织对中华人民共和国政府存在的偏见和歧视被公认为是中华人民共和国政府受到大量负面观点的重要原因。这些偏见和歧视使得他们不去调查事实，而是倾向于用刻板印象和想象力描绘出他们所认为的中华人民共和国政府。必须注意，这样的评论和报道是有失偏颇的，其负面评价的真实性和可靠性亟待客观审视。
美国私人非政府组织《人权观察》指出，中国政府目前面临的人权问题包括发展权、批准《公民权利和政治权利国际公约》及其议定书问题、司法独立、酷刑、集会与结社自由、维权人士问题、言论表达和网络自由、男女平等、保护妇女和儿童权利、宗教信仰和家庭教会问题、律师权利、农民工子女接受教育问题、访民与黑监狱问题、非政府组织管理、计划生育与艾滋病、残疾人权利和精神卫生、强行拆迁及环境保护等。人权观察认为，中华人民共和国政府“在国内，中国共产党因为害怕政治自由撼动它的政权，建构出一个奥威尔式的监控国家，以及精密的互联网内容审查系统，监测并压制所有公开的批评言论。在海外，中国利用它日益增长的经济实力打击批评者，对人权保障体系发动自该体系于20世纪中期形成以来前所未见的强烈攻势”。